# Holyrood (Kansas)
Pour les articles homonymes, voir Holyrood.
Holyrood est une localité du comté d'Ellsworth, au Kansas (États-Unis). D'après le recensement des États-Unis de 2010, elle compte 447 habitants.
D'après le bureau du recensement des États-Unis, la ville couvre une superficie de 0,43 milles carrés (1,11 km2).

## Histoire
Holyrood est fondée en 1874 et incorporée en ville en 1886.